# Bruno Zevi
Bruno Zevi (Roma, 22 de enero de 1918-Roma, 9 de enero de 2000) fue un arquitecto y crítico de arte italiano.

## Biografía
Nace en Roma, donde consigue el diploma de Liceo Classico. En 1938, como resultado de las leyes raciales fascistas, deja Italia, viajando a Londres y después a los Estados Unidos. Su familia era judía-italiana.

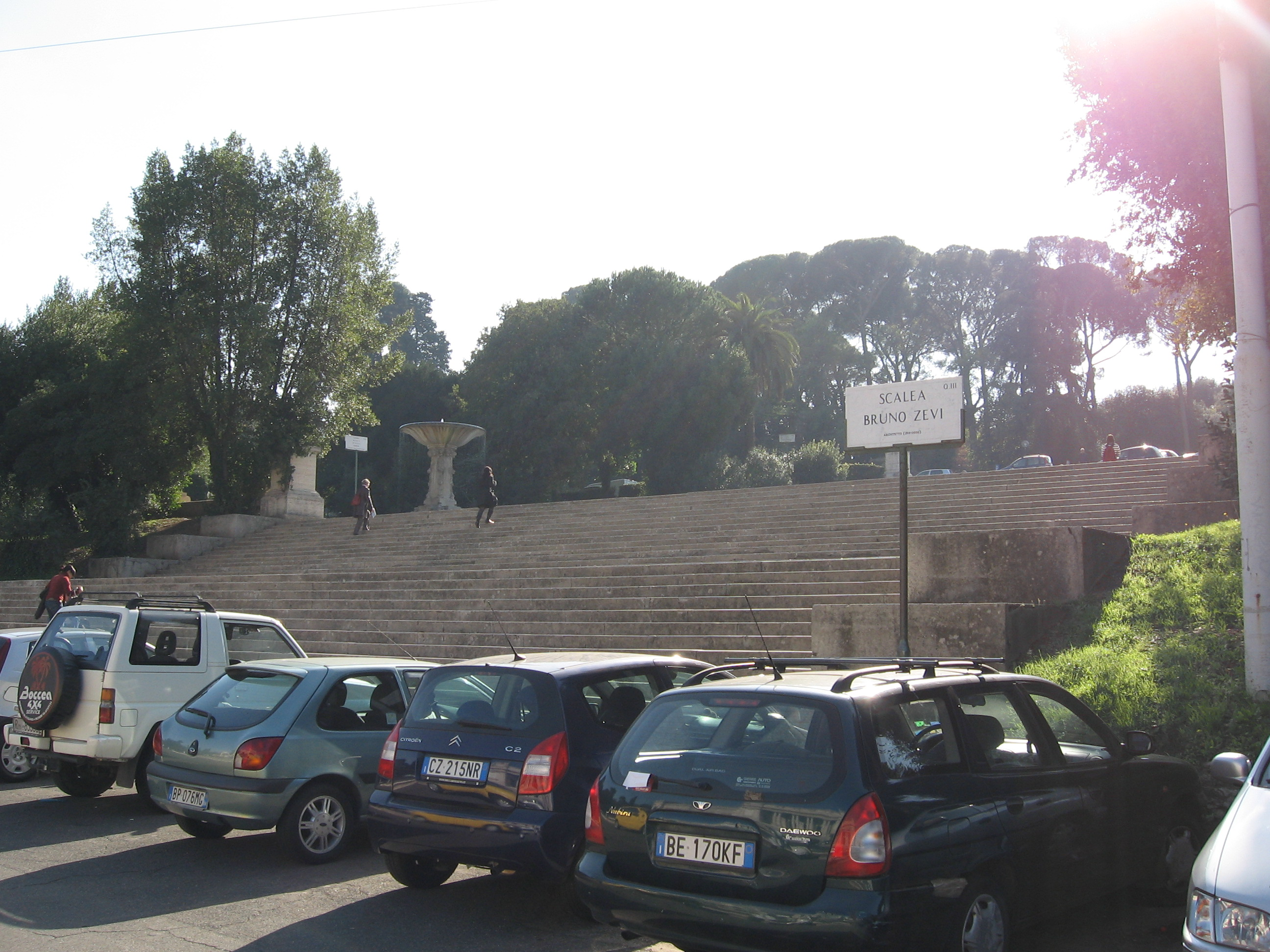
Escalera monumental dedicada a Zevi, Roma.

Se doctoró en arquitectura en Harvard con Walter Gropius y estudió la obra de Frank Lloyd Wright, y contribuirá a divulgarla en Italia con numerosas pruebas y artículos a lo largo de toda su vida.
En 1940 se casó con la periodista y escritora italiana Tullia Calabi. Durante su estancia en Estados Unidos descubrió la obra de Frank Lloyd Wright, que se convirtió en una de las bases de su defensa de la arquitectura orgánica. Zevi regresó a Londres en 1943, donde trabajó como traductor en el esfuerzo bélico.
A su vuelta a Europa, en 1943, participa en la lucha antifascista junto al Partido de Acción. En 1944 funda la Associazione per l'Architettura Organica (APAO) y el año siguiente la revista "Metron-architettura", y se convierte en una de las más importantes mentes teóricas del Racionalismo italiano de la posguerra.
En 1948 se convierte en profesor de Historia de la arquitectura de la Universidad IUAV de Venecia y en 1964 en la facultad de Arquitectura de la Universidad de Roma "La Sapienza" y miembro de la Academia Internacional de Arquitectura (AIA) de Sofía (Bulgaria). Dimitirá de sus cargos académicos en 1979, después de haber denunciado clamorosamente el estado de degradación cultural y la excesiva burocratización de la universidad.

## Editor, escritor y político
A partir de 1955, escribió una columna en el semanario L'Espresso. Fue miembro activo de la comunidad judía italiana y participó en actividades antifascistas dentro del movimiento Giustizia e Libertà. Militó en el Partido de Acción y más tarde en Unidad Popular y en el Partido Radical, al que representó en la Cámara de Diputados de 1987 a 1992. Desde 1954 hasta su muerte en 2000 fue director de su propia revista L'architettura. Cronache e storia.
El lenguaje moderno de la arquitectura es una de las publicaciones más significativas de Zevi. En este libro, Zevi establece siete principios o «antirreglas» para codificar el lenguaje arquitectónico creado por Le Corbusier, Gropius, Mies van der Rohe y Wright. En lugar del lenguaje clásico de la escuela Beaux Art, centrado en principios abstractos de orden, proporción y simetría, presenta un sistema alternativo de comunicación caracterizado por una interpretación libre de contenidos y funciones, un énfasis en la diferencia y la disonancia, una dinámica de visión multidimensional y una interacción independiente de elementos, un matrimonio orgánico de ingeniería y diseño, un concepto de espacios habitables concebidos para su uso y una integración de los edificios en su entorno. Anticipándose a las innovaciones de la arquitectura posmoderna, Zevi aboga enérgicamente a favor de la complejidad y en contra de la unidad, por el diálogo de descomposición entre arquitectura e historiografía, encontrando elementos del lenguaje moderno de la arquitectura a lo largo de la historia, y discutiendo el proceso de innovación arquitectónica.

## La arquitectura como espacio
Zevi sostenía en Saper vedere l'architettura que el espacio es esencial tanto para la definición como para la apreciación de la arquitectura. También sostuvo que el espacio está vacío hasta que es ocupado por mensajes visuales. Zevi sostenía que este espacio está animado por los gestos y las acciones de quienes lo habitan. También es conocido como defensor de las ideas espaciales de Frank Lloyd Wright.

## Movimiento de la arquitectura moderna
Zevi participó en el influyente Simposio Internacional de Arquitectura «Mensch und Raum» (Hombre y Espacio) en la Universidad Tecnológica de Viena (Technische Universität Wien) en 1984, al que también asistieron Justus Dahinden, Ernst Gisel, Jorge Glusberg, Otto Kapfinger, Frei Otto, Ionel Schein, Dennis Sharp, Paolo Soleri y Pierre Vago.
Zevi era tan crítico con cualquier tendencia clasicista de la arquitectura moderna que incluso criticaba a los arquitectos que admiraba: «Cuando Gropius, Mies y Aalto produjeron [edificios simétricos] fue un acto de rendición. Al carecer de un código moderno, se debilitaron y retrocedieron al vientre familiar del clasicismo».  Zevi afirmaba que el modernismo es superior al clasicismo por su tendencia a equiparar la simetría con el miedo a vivir, la esquizofrenia y la pasividad. También criticó el uso de la luz artificial, afirmando que es ofensiva y antitética con los valores arquitectónicos.

## Premios y reconocimientos
Fue nombrado doctor honoris causa por las universidades de Buenos Aires, Míchigan y por la politécnica de Haifa, miembro honorario del Royal Institute of British Architects y del Instituto Estadounidense de Arquitectos, secretario general del "Istituto Nazionale di urbanistica" (INU), académico de San Luca, vicepresidente del "Istituto Nazionale di Architettura" (In/Arch). En 1979 es elegido presidente emérito del "Comitato Internazionale dei Critici di Architettura"(CICA).
En 1988 se convierte en Presidente de Honor del Partido Radical, del que es diputado de 1987 a 1992. En 1998 se convierte en uno de los fundadores principales del Partido de Acción Liberal Socialista.
Murió el 9 de enero de 2000 de forma imprevista en su casa romana, con 81 años de edad.

## Obras
- "Saper vedere l'architettura" ("Saber ver la arquitectura") (1948)
- "Storia dell'architettura moderna" ("Historia de la arquitectura moderna") (1950)
- "Architettura e Historiografia" (1951)
- "Il linguaggio moderno dell architettura e historiografia" (1978)
- "Architettura in nuce" (1979)
- "Saper vedere l' urbanistica" (1997)
- "Leggere, scrivere, parlare architettura" (1997)
- "Controstoria e storia dell'architettura" (1999)